# Dom- und Diözesanmuseum (Mainz)

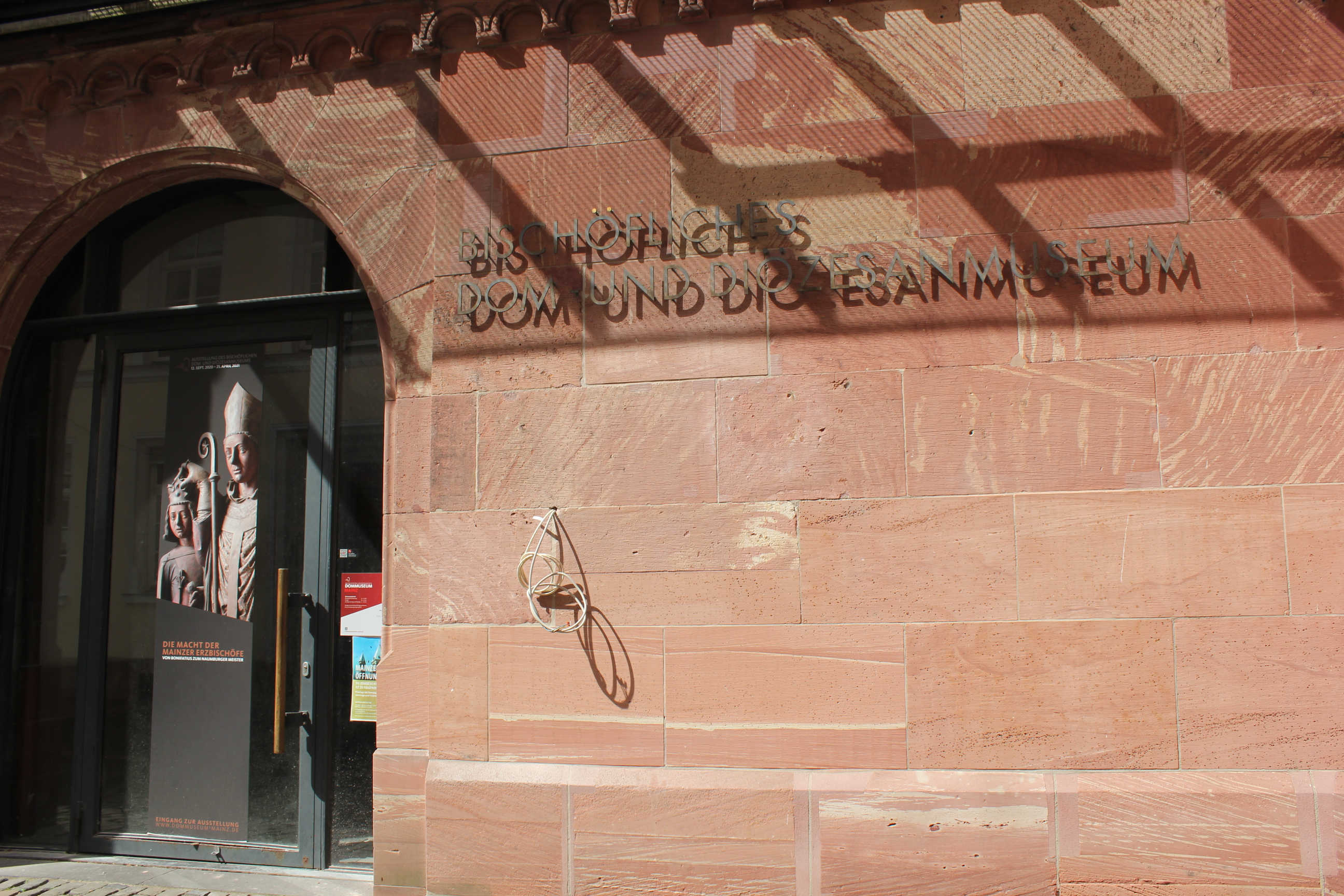
Eingang zum Dom- und Diözesanmuseum

Das 1925 gegründete Bischöfliche Dom- und Diözesanmuseum in Mainz beherbergt in seinen historischen Räumen – den staufischen Gewölbehallen, dem zweigeschossigen spätgotischen Kreuzgang sowie den ehemaligen Kapitelsälen – Kunstwerke aus zwei Jahrtausenden, die einst zur Ausstattung des Mainzer Domes oder der Kirchen des Bistums gehörten. Hinzu kommt die Schatzkammer des Domes, die, erreichbar durch die Kapitelsäle, in der ehemaligen Nikolauskapelle aus der Zeit der Spätgotik eingerichtet ist.

## Räume

### Gewölbehallen / Untergeschoss

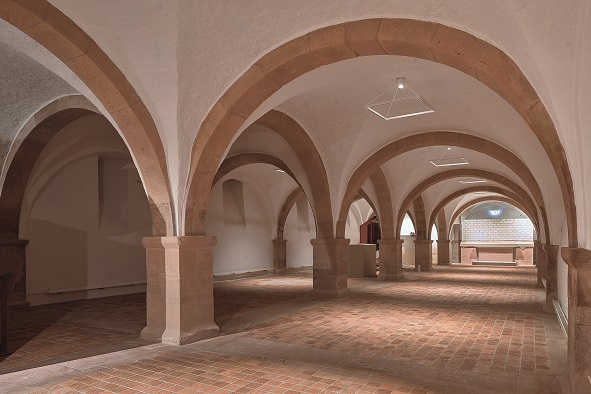
Gewölbehalle

Die Abteilung frühes und hohes Mittelalter ist in den sechs Meter unter dem heutigen Bodenniveau liegenden Gewölbehallen untergebracht: Einem tonnengewölbten Raum mit einer Spannweite von 8,50 m aus dem 11. Jahrhundert sowie einer zweischiffigen Anlage mit Kreuzgratgewölbe aus der Zeit um 1200. Im älteren Teil der Gewölbehallen sind Werke aus römischer und frühmittelalterlicher Zeit ausgestellt, die aus Mainz oder der näheren Umgebung stammen. Den heidnischen Weihealtären und Viergöttersteinen stehen frühe christliche Denkmäler wie der karolingische „Priesterstein“ (um 800) gegenüber, die die Christianisierung im Mainzer Raum beispielhaft veranschaulichen. Im anschließenden jüngeren Saal ist die Sammlung von Steinskulpturen aus dem 13. Jahrhundert untergebracht, zu der Hauptwerke der deutschen Frühgotik zählen. Hervorzuheben sind die aus dem Dom stammenden Skulpturen und Architekturfragmente des ehemaligen Westlettners (Chorschranke), der um 1240 vom sog. „Naumburger Meister“ und seiner Werkstatt geschaffen wurde. Neben dem „richtenden Christus“ und dem „Zug der Seligen und Verdammten“ ist die berühmteste Figur des Lettners ohne Frage der sogenannte „Kopf mit der Binde“, dessen leidvoller Gesichtsausdruck bis heute beeindruckt. Weitere Skulpturen wie das Relief mit der Steinigung des hl. Stephanus (um 1270), der Kopf eines Erzbischofs (um 1300) oder die hoheitsvolle „Madonna aus der Fuststraße“ (um 1250) vermitteln einen zusätzlichen Eindruck von der künstlerischen Blüte des Mainzer Erzbistums zur Zeit der Hochgotik.

### Domkreuzgang / Obergeschoss

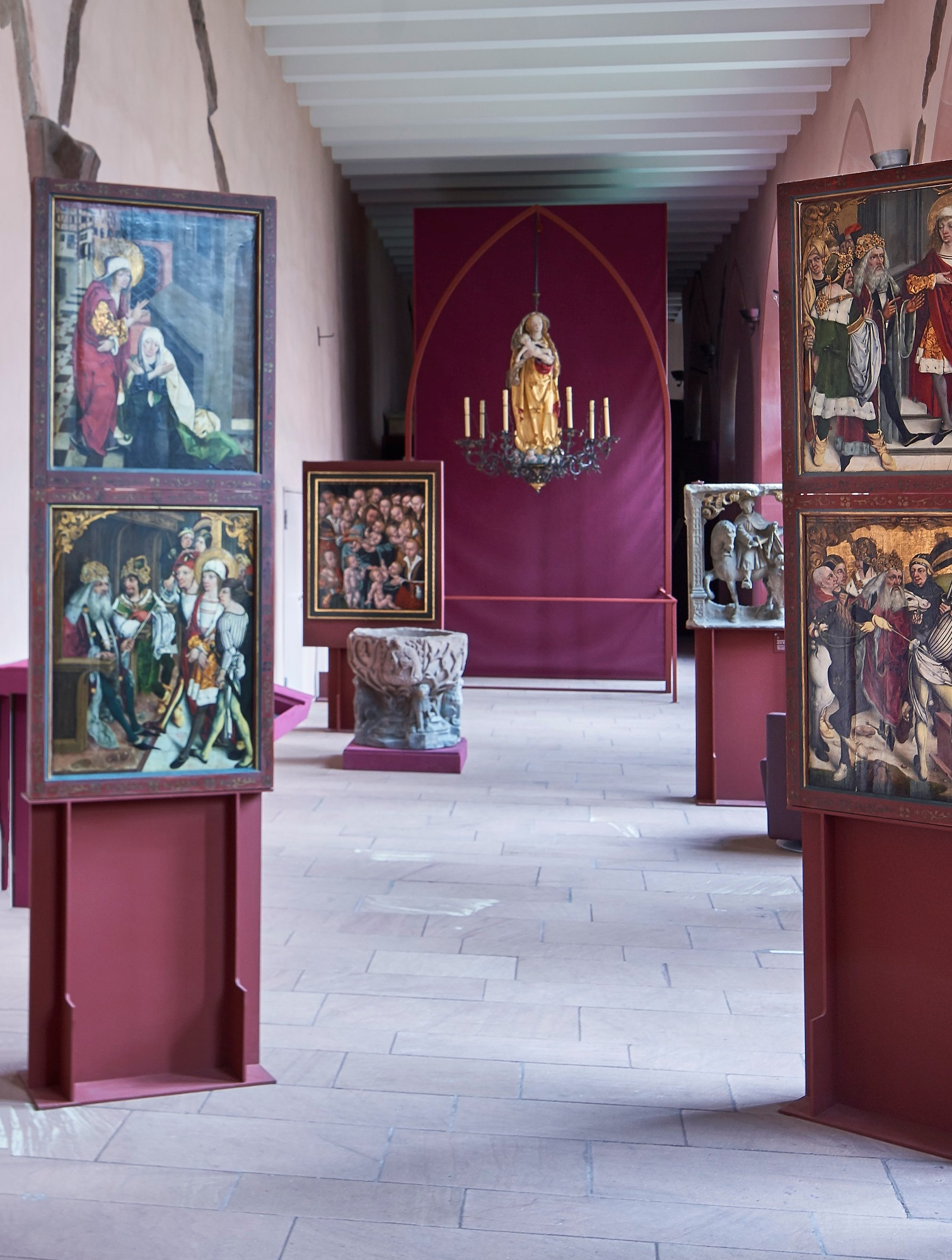
Domkreuzgang

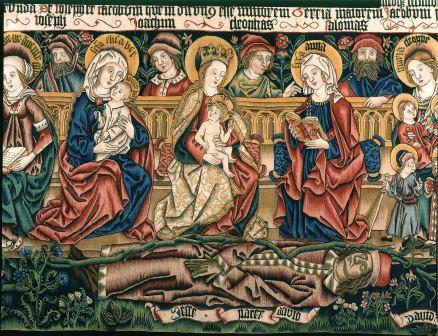
Sippenteppich

Das um 1410 errichtete Obergeschoss des Domkreuzgangs diente ursprünglich als Skriptorium und zur Aufbewahrung der mehrere 1000 Bände umfassenden Dombibliothek, die einst zu den Sieben Wundern Deutschlands („Septem Germaniae spectamina“) zählte. Hiervon kündete eine 1654 errichtete Inschrift über dem Eingang: „Sieben Wunder, erzählt man, habe der Erdkreis mit Staunen gesehen. Die alles verzehrende Zeit nahm sie von Erden hinweg. Von den sieben wollte Germanien wahren und pflegen: den Chor zu Köln, die Uhr zu Straßburg, die Orgel zu Ulm, die Messe zu Frankfurt, die Nürnberger Mechanik, die Bauwerke zu Augsburg, die Bibliothek zu Mainz.“ Beim Beschuss der französisch besetzten Stadt durch preußisch-österreichisch alliierte Truppen gingen im Jahr 1793 Buchbestand und Kreuzgang in Flammen auf. Hiervon zeugen noch heute die Rippenansätze des zerstörten Gewölbes.
Seit den 1950er Jahren dienen diese Räume der Dauerausstellung des Dommuseums. In der neuen Aufstellung sind hier, passend zur Erbauungszeit des Kreuzgangs, vorzugsweise Exponate aus dem Spätmittelalter und der Frühen Neuzeit, also Werke des 15.–16. Jahrhunderts zu sehen. Im Ostflügel werden Christusdarstellungen aus 1000 Jahren präsentiert, die die unterschiedlichen Sichtweisen der Epochen auf den Erlöser thematisieren. Sie reichen vom sogenannten „Willigiskreuz“ (um 1000) über die von Hans Backoffen gestiftete Kreuzigungsgruppe vom Mainzer Ignazfriedhof (1519) bis hin zu einem unter dem Einfluss des Surrealismus entstandenen Kruzifix (um 1970).
Im Südflügel steht im Zentrum der Präsentation die berühmte „Kiedricher Doppelmadonna“ (um 1512), die für die Dauer der Restaurierung der Kiedricher Michaelskapelle im Südflügel des Kreuzgangs aus nächster Nähe besichtigt werden kann. Um sie herum entfaltet sich das Panorama einer von Aufbrüchen gekennzeichneten Epoche im Spannungsfeld von Ablass und Reformation, für die stellvertretend die anspruchsvoll illustrierte Ablass-Urkunde der Mainzer Sebastiansbruderschaft (um 1484/85) und das Kryptoporträt des Kardinals Albrecht von Brandenburg als Heiliger Martin (Simon Franck, 1543) genannt seien.
Besonders hervorzuheben sind die in einer eigens eingerichteten „Dunkelkammer“ präsentierten Bildteppiche des 15. und 16. Jahrhunderts. Der „Sippen-Teppich“ (1501), der „Fabeltier“-Teppich (3. Viertel 15. Jh.) und der „Wappen-Teppich“ von Kardinal Albrecht von Brandenburg sind die „Highlights“ der Sammlung, die in den kommenden Jahren aus konservatorischen Gründen ca. einmal im Jahr gegen andere Stücke aus dem reichhaltigen Bestand des Dommuseums ausgetauscht werden.

### Schatzkammer / Nikolauskapelle

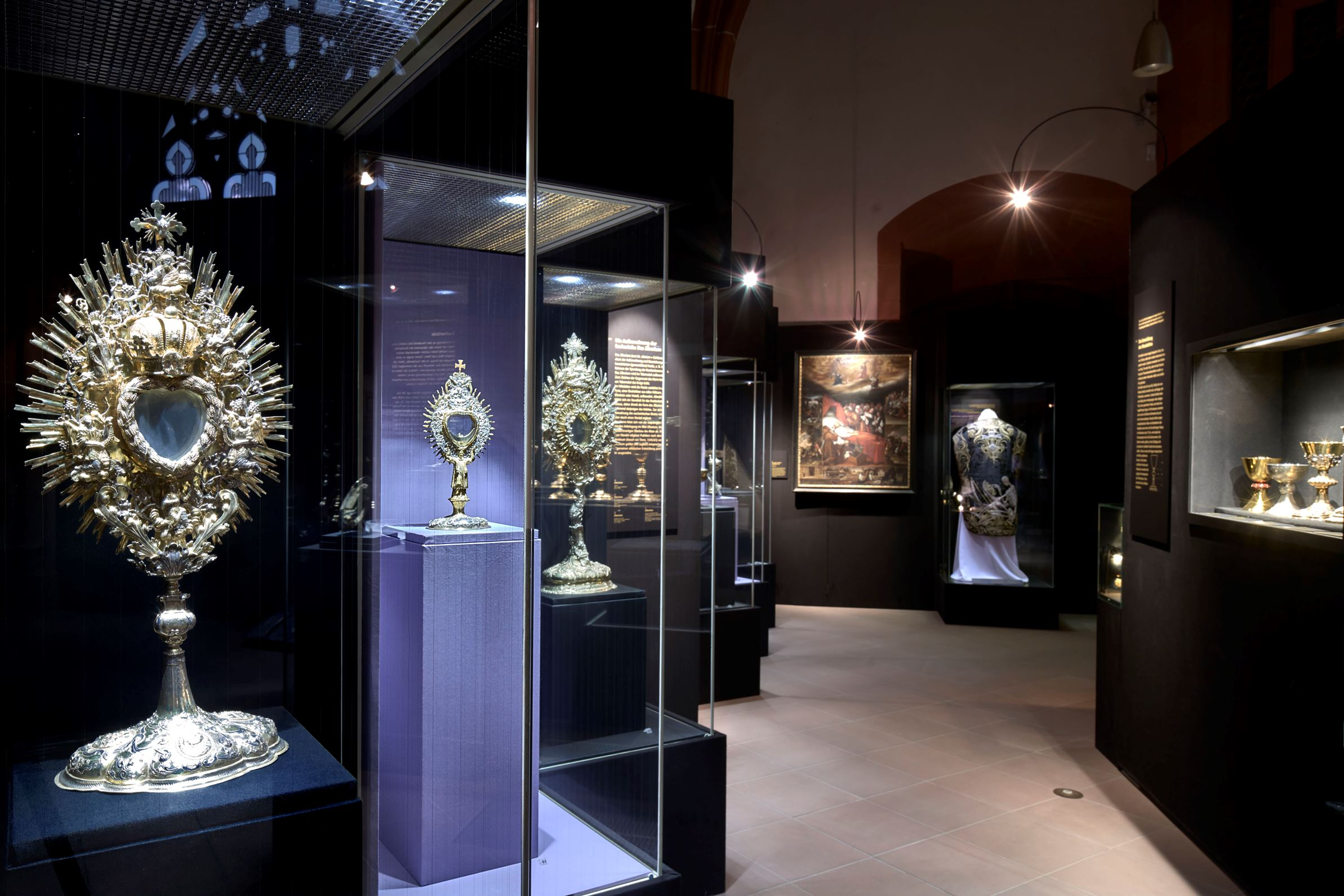
Blick in die Schatzkammer

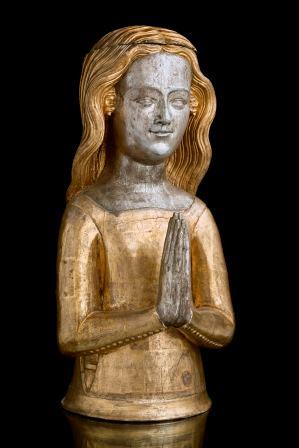
Büstenreliquiar der heiligen Ursula

Der Mainzer Domschatz galt über Jahrhunderte hinweg als einer der kostbarsten des Abendlandes und spiegelte damit die Bedeutung der größten Kirchenprovinz in Mitteleuropa wider. Bedingt durch Kriege und Umbruchzeiten hatte sich davon nur ein kleiner Teil erhalten, der mit dem Ende des alten Erzbistums schließlich verpfändet wurde. Im Verlauf des 19. Jh. erneuerte sich der Domschatz durch die Aufnahme liturgischer Geräte aus Kirchen und Klöstern des Bistums sowie durch Grabfunde, die in Folge umfangreicher Renovierungsarbeiten im Dom vor und nach 1900 erfolgten. Heute besteht der Domschatz wieder aus einer Vielzahl herausragender Goldschmiedearbeiten und wird in der spätgotischen Nikolaus-Kapelle präsentiert.
Die Ausstellung in der Domschatzkammer zeigt die wechselvolle Geschichte des Schatzes. Das aus byzantinischer Seide gefertigte Messgewand von Erzbischof Willigis († 1011) oder der aus der Cranach-Werkstatt stammende Hochaltar der Stiftskirche zu Halle sind nur zwei der bedeutenden Stücke. In der Kapelle des 15. Jh. sind Meisterwerke der Goldschmiedekunst versammelt. Ihre Verwendung in der Liturgie hat ihre Aufstellung vorgegeben: Sie stehen für die Sieben Sakramente und damit für entscheidende Wendepunkte im Leben eines Christen. Zeitgenössische Goldschmiedearbeiten stehen dabei neben romanischen Kruzifixen und Weihwassergefäßen, liturgischen Büchern mit gotischen Prunkdeckeln oder prächtigen barocken Strahlenmonstranzen. Zusammen mit einer Auswahl von Messkelchen und anderem liturgischen Gerät geben sie einen repräsentativen Überblick auf diese wichtige Gattung christlicher Kunst.

## Sonderausstellungen
Im Dom- und Diözesanmuseum finden in unregelmäßigen Abständen Sonderausstellungen zu kirchenhistorischen und gesellschaftlichen Themen statt (Auswahl):
- 1998: Hildegard von Bingen 1098–1179
- 2000: Drache, Greif und Liebesleut'. Mainzer Bildteppiche aus spätgotischer Zeit
- 2004: Kein Krieg ist heilig – Die Kreuzzüge
- 2005: Noch mal leben vor dem Sterben
- 2006: Rabanus Maurus – auf den Spuren eines karolingischen Gelehrten
- 2011: Der verschwundene Dom – Baugeschichte des Doms
- 2012: Seliges Lächeln, höllisches Gelächter: Das Lachen in Kunst und Kultur des Mittelalters
- 2013: Vis-à-vis mit dem Domsgickel. Ein Mainzer Wahrzeichen und seine Geheimnisse
- 2013: Glanz der späten Karolinger. Hatto I., Erzbischof von Mainz (891–913). Von der Reichenau in den Mäuseturm
- 2013: Geliebte Stadt. Heinz Leitermann zeichnet das alte Mainz
- 2014: Franz von Kesselstatt. Mainzer Domherr, Diplomat und Dilettant[2]
- 2015/2016: Schrei nach Gerechtigkeit. Leben am Mittelrhein am Vorabend der Reformation
- 2016: Flucht 2.0. – an odyssey to peace
- 2016: Ziemlich beste Freunde. Die Sammlungen der Johannes Gutenberg-Universität zu Gast in Mainzer Museen
- 2016/2017: Auf ewig. Moderne Kirchen im Bistum Mainz
- 2017: In Gold geschrieben. Zeugnisse frühmittelalterlicher Schriftkultur in Mainz
- 2017/2018: Mit Kennerblick und Adlerauge. Original, Fälschung und Kopie
- 2018/2019: Heinrich von Meißen genannt Frauenlob
- 2019: Vulgata. Vertraut und fremd. 77 zeitgenössische Zugriffe auf die Bibel
- 2019/2020: Vom Himmel hoch...ganz aus der Nähe. Die Figuren des Marienaltars und die Wasserspeier des Doms
- 2020: „Die Macht der Mainzer Erzbischöfe“. Von Bonifatius bis zum Naumburger Meister
- 2023/2024: „Die unvergleichliche kostbare Carthaus“. Die älteste deutsche Kartause. 700 Jahre Kartäuserkloster Mainz

## Leiter
- 1969–1988: Wilhelm Jung
- 1988–2011: Hans-Jürgen Kotzur
- 2011– : Winfried Wilhelmy